# Satya Oblette
 (mars 2020).
Si vous disposez d'ouvrages ou d'articles de référence ou si vous connaissez des sites web de qualité traitant du thème abordé ici, merci de compléter l'article en donnant les références utiles à sa vérifiabilité et en les liant à la section « Notes et références ».
Satya Oblette ou Satya Oblet est un mannequin et vidéaste web français d'origine indienne, né le 3 janvier 1976 à Pondichéry dans le territoire de Pondichéry en Inde.

## Biographie

### Jeunesse
Satya Oblette est né le 3 janvier 1976 à Pondichéry en Inde, et est adopté par un couple de Français habitant Montbrison (42).

### Carrière
C’est dans l’Aviation civile, en tant qu’officier mécanicien navigant Air France, que Satya Oblette commence sa carrière professionnelle. Après deux années d’activité, un simple et anecdotique pari lui fait abandonner l’aviation pour démarrer une activité de mannequin, qu’il n’avait jamais envisagée, et qui, rapidement, est un succès.
Parallèlement à son nouveau métier de mannequin, après avoir été contacté par l’ONU, il devient l’ambassadeur et le parrain de différentes associations humanitaires, telles que Mécénat Chirurgie cardiaque, Tara India, Paint a Smile, SOS Hépatites, Fondation pour la recherche sur Alzheimer.
Découvert par Jean-Paul Gaultier et Kenzō Takada, il devient immédiatement l’un des plus grands mannequins masculins grâce à sa peau mate, des cheveux et un bouc teints en blond, qu'il a choisi « pour renforcer son exotisme et compenser le handicap que comportait selon lui sa couleur de peau pour percer dans le milieu de la mode ».
Au début des années 2000, lors d'un séjour à New York, il raccourcit son nom en « Oblet » pour en faciliter la prononciation aux anglophones. Cette variante reste et demeure répandue sur Internet.
En 2003, il crée une ligne de vêtements commercialisée à Los Angeles, Londres et Paris.
En 2007, il devient porte-parole pour Kenzo et participe à une campagne pour Bentley Motors à Moscou avec le photographe Jean-Daniel Lorieux.
En janvier 2020, il participe à l’émission Stars à nu présentée par Alessandra Sublet sur TF1, avec Philippe Candeloro, Olivier Delacroix, Alexandre Devoise, Baptiste Giabiconi, Bruno Guillon et Franck Sémonin. La chorégraphie finale est signée Chris Marques.
Pour la nouvelle édition de Top Model International 2020, il est président du jury avec Adriana Karembeu.
En mars 2023, il lance la chaîne Youtube "L'Odyssée de l'eau" et part pour un tour du monde prévu pour durer 15 mois, pour mettre en avant les problématiques liées à l'eau dans chacun des pays traversés.

### Vie privée
Satya Oblette vit en Suisse depuis août 2014.